# Szárits János
Szárits János vagy Ivan Sarić (szerbül Иван Сарић) (Szabadka, 1876. június 27. – Szabadka, 1966. augusztus 23.) repülőgép-építő, sportrepülő és kiváló sportember. A saját fejlesztésű gépeivel megtett repülései miatt a magyar repüléstörténet „ősrepülője”.

## Munkássága és elért sikerei
A motorizáció magyar úttörőivel Bánki Donáttal, Csonka Jánossal és Asboth Oszkárral együtt említik nevét. A hazai legjobb motorépítők Szám Géza, Muskát Jenő, Adorján János és Posszert János nagyra tartották a század eleji években megépített motor konstrukcióit. Egy kezdetleges kialakítású saját építésű autócskát is készített, de további fejlesztésével nem foglalkozott. Jobban érdekelte a saját fejlesztésű gépeivel megtett repülései, mely miatt a magyar repüléstörténet „ősrepülőjének” lehet nevezni.

### Sportban elért sikerei
Kiváló sportember volt: kerékpározott, birkózott, autó- és motorkerékpár-versenyeken vett részt, és meghatározó alakja a szabadkai sportéletnek. Alapító tagja a helyi labdarúgásnak és klubnak. 1891-ben kezdett versenyszerűen kerékpározni és hamarosan a Magyar Királyság legjobbjai között emlegették. 1896-ban a Pécsen megrendezett nemzetközi kerékpárverseny második helyezettje volt. Kétszeres magyar bajnok volt 10 kilométeres távon 1897-ben és 1899-ben. 1899-ben a 25 kilométeres versenyt nyert Bécsben és 100 km-es versenyt Budapesten. Nemzetközi sikert is begyűjtött, és szerb bajnok lett 1910-ben 25 kilométeres távon.

### Repülőgép-építései
Kereskedelmi végzettséggel a szabadkai városi közigazgatásban dolgozott nyugdíjazásáig, mégis a repülőgép-építésben alkotott maradandót.
1909-ben Párizsban járt, ahol megismerkedett a Louis Blériot által készített repülő szerkezetével. Ez évtől elkezdte építeni 24 lóerős Sarić1 nevet viselő repülőgépét. Sikeresen levegőbe emelkedett 1910. október 16-án az első nyilvános próbarepülésén a városi versenypálya fölött, melyet 7000 ember nézett végig. A sikeren felbuzdulva újabb fejlesztésbe kezdett, tervei szerint nagyobb 50 lóerős motor felhasználásával. Tevékenységét a szakma nagyjai is elismerték, és Asboth Oszkár saját tervezésű stabilizátorát ajánlotta fel neki további felhasználásra és tesztelésre.
Ezt a tervét nevezik „korai helikopternek”; csillag formájú rotor meghajtásának tesztjei során jó eredményeket könyvelhetett el, és felkeltette Asboth érdeklődését is elért eredményeivel. Ezt a tervét az első világháború meggátolta, de továbbra is fejlesztésekkel foglalkozott. 1960-ban a jugoszláv légierő parancsnoksága irányítása mellett elkészítette eredeti méretben a Sarić1 másolatát, melyet a zimonyi repülőgép-múzeumban helyeztek el. A háború után elsősorban olyan repülő alkalmatosság (korai helikopter) fejlesztésén dolgozott, amely vertikálisan képes felszállni. Szülővárosában alkotott és maradt sportmecénás egészen élete végéig. Számos klub viseli nevét, így a szabadkai repülőtéren működő Aero-club is.

## Galéria

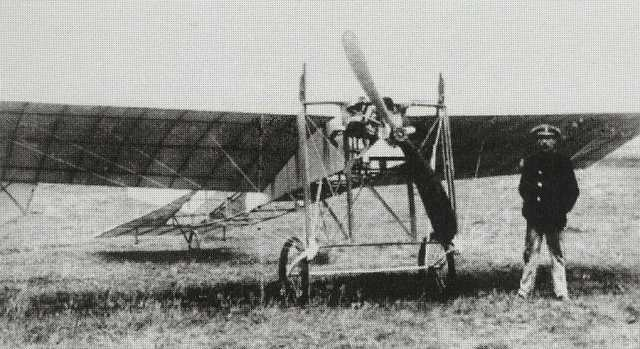
Szárits János gépe a „Sarić1”
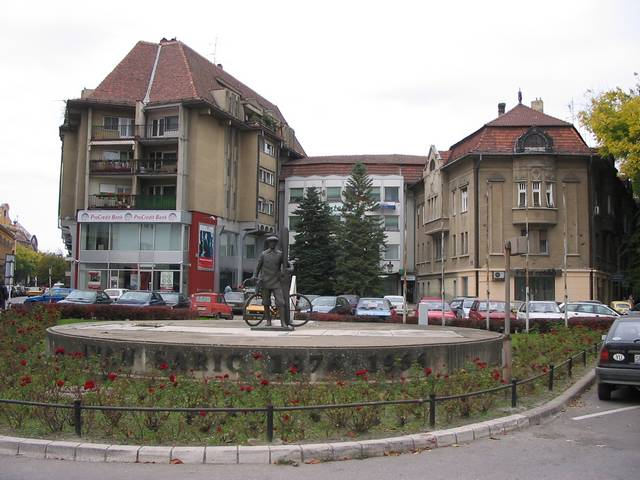
Szárits János szobra Szabadkán
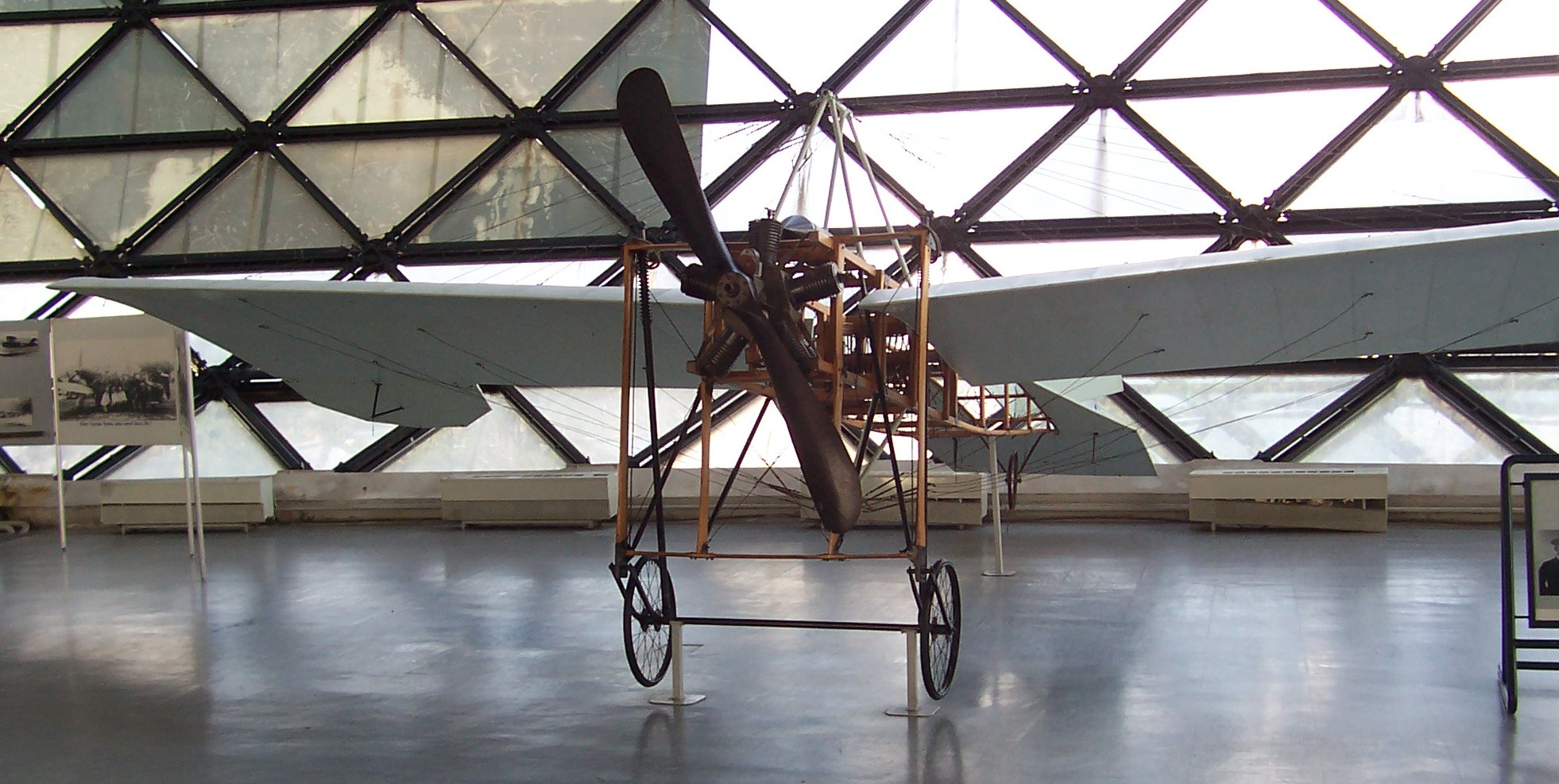
Modellje Belgrádban a Jugoszláv Repülési Múzeumban

## Fordítás
- Ez a szócikk részben vagy egészben  az   Ivan Sarić című angol Wikipédia-szócikk ezen változatának fordításán alapul.  Az eredeti cikk szerkesztőit annak laptörténete sorolja fel. Ez a jelzés csupán a megfogalmazás eredetét és a szerzői jogokat jelzi, nem szolgál a cikkben szereplő információk forrásmegjelöléseként.